# Foresta di Campidano
La foresta di Campidano è un complesso forestale appartenente al demanio della regione Sardegna.
È situata nella parte meridionale dell'Isola, in territorio dei comuni di Dolianova, Sinnai, Settimo San Pietro e Soleminis, e si estende su una superficie di 1600 ettari. È attraversata dai corsi d'acqua Riu Mont'Arrubiu, Riu Carrubedda, Riu Misa, Riu Paiolu, Riu Sa Pira e Riu Cirronis, tutti a portata stagionale, e con le vette di monte Terramala, Bruncu Baraccu e Bruncu Cirronis raggiunge rispettivamente quota 486, 655 e 629.